# Wygasła kometa

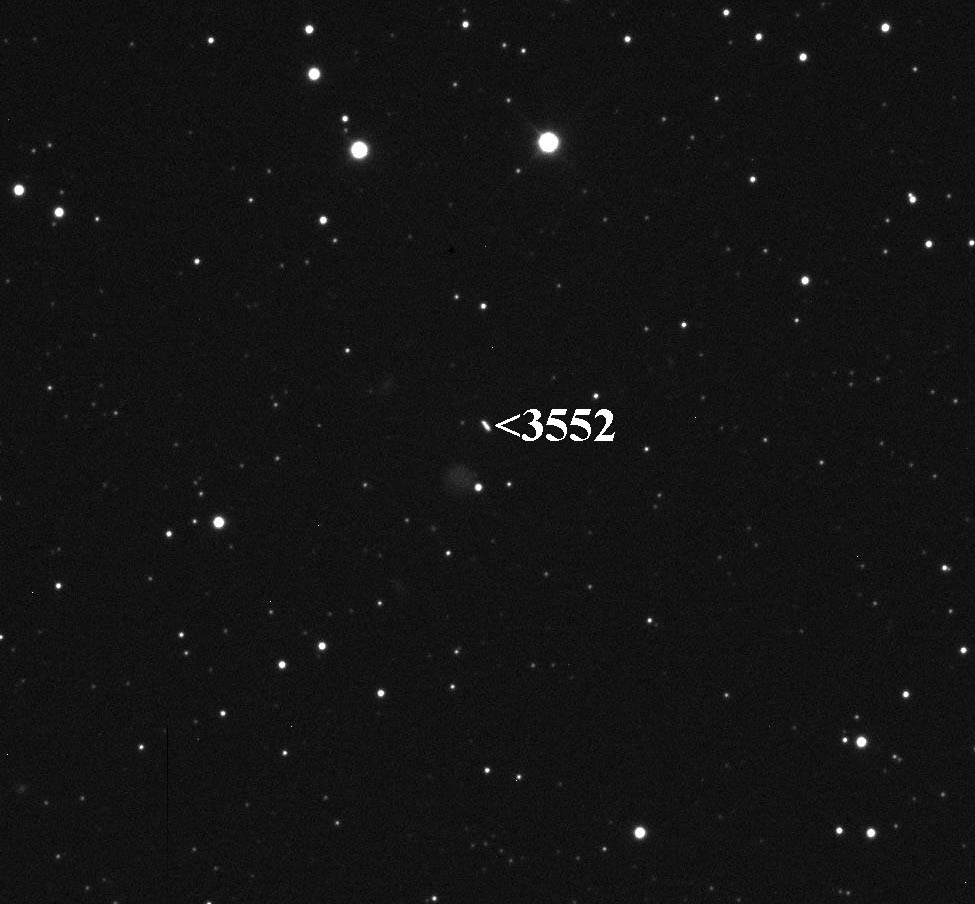
Obiekt 3552 Don Quixote uważany za wygasłą kometę

Wygasła kometa – kometa, która straciła w procesie sublimacji całą otoczkę lodową, nie wydobywają się z niej już gazy tworzące komę i warkocz, i po której pozostało tylko skaliste jądro. Szacuje się, że około 6% planetoid bliskich Ziemi to wygasłe komety.
Spośród współcześnie znanych obiektów za wygasłe, lub potencjalnie wygasłe, komety uważa się:
- (2101) Adonis
- (3200) Phaethon
- (14827) Hypnos
- (137924) 2000 BD19
- 322P/SOHO